# خليل صباغ
خليل صباغ (1880–1940) سياسي ومحامي وثوري وقائد عسكري فلسطيني مسيحي من مدينة طولكرم، يعد أحد أبرز شخصيات الحركة الوطنية الفلسطينية خلال فترة الانتداب البريطاني على فلسطين، وهو عضو المؤتمر العربي الفلسطيني الذي يعد المجلس النيابي للشعب الفلسطيني في زمن الانتداب البريطاني، ووالد الإعلامي الفلسطيني عيسى صباغ.

## سيرته
ولد خليل صباغ عام 1880 لعائلة الصبّاغ المسيحية المعروفة في مدينة طولكرم، تلقى تعليمه في مدارس مدينة طولكرم، ودرس بعدها بكلية الحقوق، وبعد أن تخرج من الكلية افتتح مكتبًا للمحاماة له في مدينة طولكرم ليصبح بعد مدة قصيرة محامي المدينة الأبرز.
مع أحداث الحرب العالمية الأولى في منطقة فلسطين عام 1914 توجه خليل صباغ إلى البرازيل كما العديد من الفلسطينيين في ذلك الوقت، وتزوج هناك في مدينة بليم البرازيلية من امرأة برازيلية تدعى «جوزيفينا دي فيريرا»، ومع انتهاء الحرب فقد قرر العودة إلى وطنه للاستقرار فيه برفقة زوجته.
خليل صباغ له سبعة من الأبناء والبنات، منهم: الإعلامي عيسى صباغ المولود عام 1917، والراهبة «كونستانزا»، و«جورجيت» المولودة بطولكرم عام 1921 وهي معلمة في مدارس الحكومة في زمن الانتداب البريطاني.

## حياته السياسية والعسكرية
تولى خليل صباغ رئاسة الجمعية المسيحية في مدينة طولكرم، وفي عام 1921 مثل طولكرم في المؤتمر العربي الفلسطيني الرابع وهو أعلى هيئة تشريعية برلمانية فلسطينية في ذلك الوقت من زمن الانتداب البريطاني، كما كان أحد الموقعين عام 1921 على البيان الاحتجاجي الإسلامي المسيحي المشترك الرافض لوعد بلفور.
كان خليل صباغ أحد أبرز القادة المحليين في زمن الانتداب البريطاني، وقد لعب دورًا ملموسًا في مقارعة الانتداب البريطاني في فلسطين؛ إذ تولى قيادة المظاهرات والاحتجاجات والفعاليات ضد الانتداب البريطاني ووعد بلفور والهجرة اليهودية إلى فلسطين، كما قاد صباغ هجومًا على مستعمرة الخضيرة اليهودية القريبة من طولكرم أوائل عام 1923.
خليل صباغ بوصفه أحد أبرز شخصيات وقادة الحركة الوطنية الفلسطينية خلال فترة الانتداب البريطاني على فلسطين فقد استقبل في طولكرم عام 1931 الزعيم الإسلامي الهندي شوكت علي لبحث سبل التعاون المشترك وتنسيق المواقف بين الجانبين، وقد ألقيا خطابًا مشتركًا في مسجد طولكرم القديم بحضور مئات الفلسطينيين.

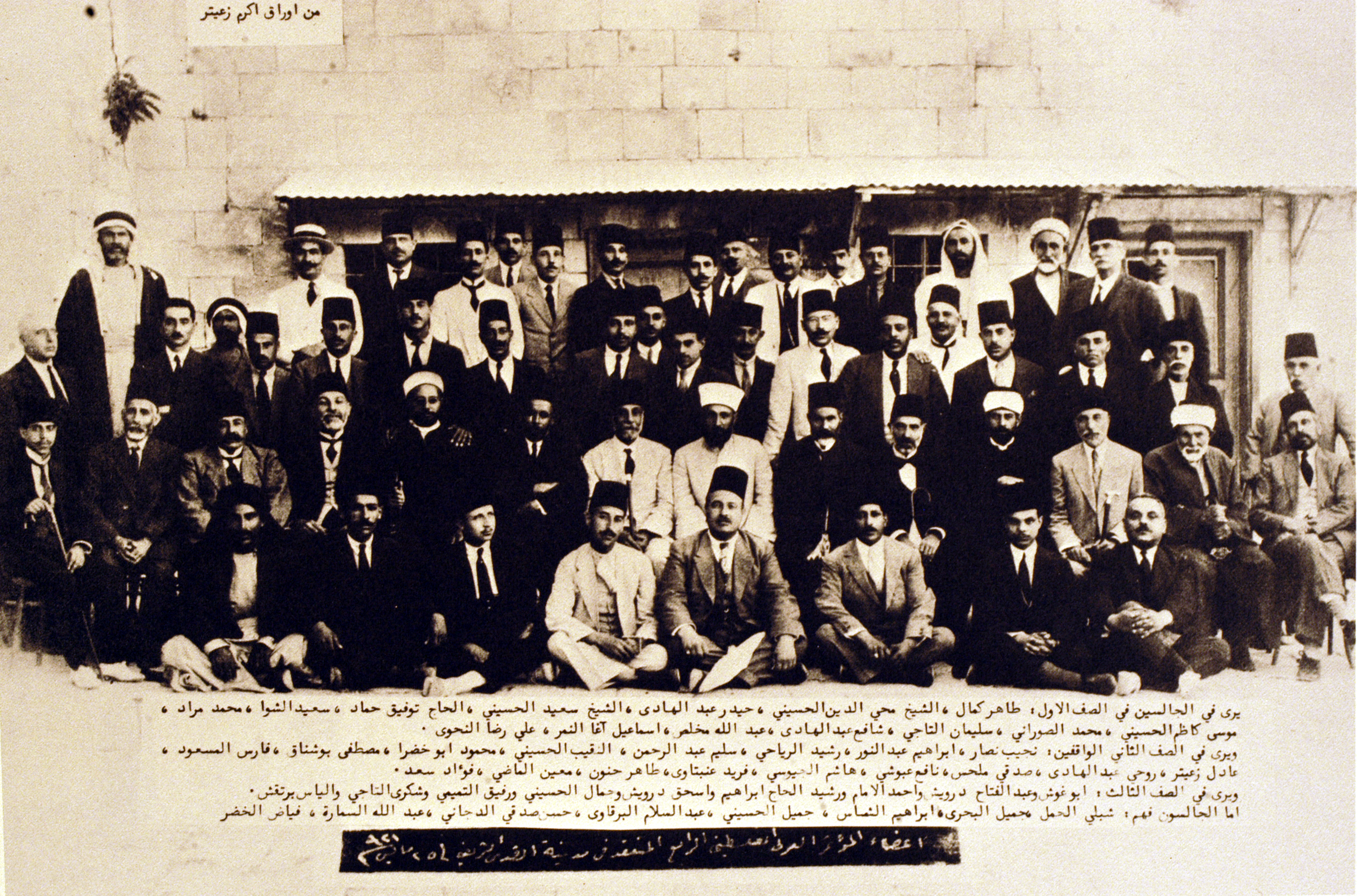
أعضاء المؤتمر العربي الفلسطيني وبينهم خليل صباغ (الشخص السابع يمينًا في الصف الرابع وقوفًا)، 25 مايو 1921.

## وصلات خارجية
- صورة لخليل صباغ، موقع فلسطين في الذاكرة.